# Supernova impostor

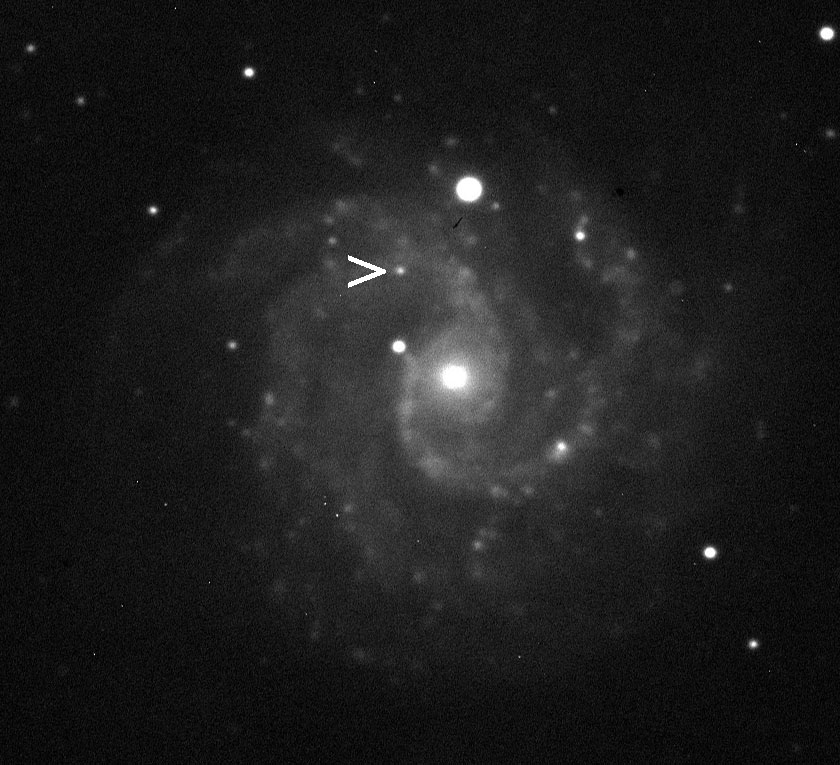
NGC 3184 ukazující supernova impostor 2010dn dne 2. 6. 2010

Supernova impostor je hvězdný výbuch, který vypadá jako supernova, ale kmenovou hvězdu nezničí. Je považován za extra silnou třídu nov. Jeví se jako mimořádně slabá supernova typu vV, která má ve svém spektru vodík a úzké spektrální čáry ukazující relativně nízkou rychlost plynu. Tyto výbuchy jsou jasnější než nejjasnější hvězdy viditelné pouhým okem. Původ výbuchu není dosud znám. Předpokládá se, že příčinou může být porušení limitu svítivosti hvězdy, čímž ztratí velké množství hmoty. Příkladem takového výbuchu může být výbuch Eta Carinae v roce 1843, dále P Cygni, SN 1961 V, SN 1954J, SN 1997bs, SN 2008S v NGC 6946 a SN 2010dn.